# فیلم اروتیک

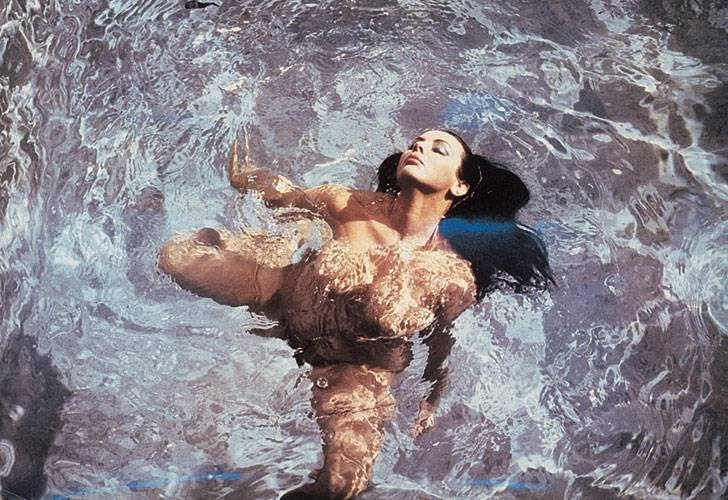
ایزابل سارلی در فیلم La mujer de mi padre(ارباب پدر من)

فیلم شهوانی یا فیلم اِروتیک (به انگلیسی: Erotic) به فیلم‌هایی گفته می‌شود که دارای صحنه‌های جنسی و اروتیک یا با مفهوم آمیزش جنسی است، که شامل صحنه‌های معاشقه می‌شود. این فیلم‌ها متمایز از پورنوگرافی یا فیلم‌هایی با مفهوم آموزش مسائل جنسی یاد می‌شود.
از دوره فیلم صامت در دنیای فیلم‌برداری، صحنه‌های اروتیک در فیلم‌ها موجود است. بسیاری از بازیگران زن و مرد اندام بدن خود را آشکار نموده و در صحنه‌های برانگیزنده و خارج از عرف زمان خود در دوره کاری خود نقش ایفا نمودند. برخی از این فیلم‌ها توسط محافل دینی نقد شده‌اند یا برخی حکومت‌ها ممنوع‌شان کرده‌اند یا هردو.